# Consiglio dei cardinali
Il Consiglio dei cardinali (in latino Consilium Cardinalium Summo Pontifici) è un gruppo di lavoro formato da nove cardinali, istituito da papa Francesco il 28 settembre 2013 mediante un atto chirografo, con la finalità di coadiuvare e consigliare lo stesso pontefice romano nel governo della Chiesa cattolica e nello studio di una revisione della costituzione apostolica Pastor Bonus, in merito all'assetto della Curia romana. Le riunioni del Consiglio si tengono periodicamente, all'incirca ogni due-sei mesi.

## Composizione del Consiglio
Oltre alla funzione consultiva del Consiglio come organo collegiale, papa Francesco ha anche stabilito che i singoli cardinali del gruppo possono essere contattati individualmente per esprimere pareri verso le questioni della Chiesa che necessitano di attenzione.
All'atto dell'istituzione il Consiglio era costituito da otto cardinali, a cui si è aggiunto il cardinale Pietro Parolin nell'aprile 2014.
Hanno fatto parte del Consiglio anche i cardinali Francisco Javier Errázuriz Ossa, arcivescovo emerito di Santiago del Cile (fino al 14 novembre 2018), Laurent Monsengwo Pasinya, arcivescovo emerito di Kinshasa e George Pell, prefetto della Segreteria per l'economia (fino al 12 dicembre 2018), oltre al vescovo Marcello Semeraro in qualità di segretario (fino al 15 ottobre 2020).
Il 15 ottobre 2020 papa Francesco ha nominato come nuovo membro del consiglio il cardinale Fridolin Ambongo Besungu.
Dopo la pubblicazione della nuova costituzione apostolica Praedicate evangelium sulla riorganizzazione della Curia romana il 19 marzo 2022, entrata in vigore il 5 giugno dello stesso anno, il 7 marzo 2023 papa Francesco ha rinnovato la composizione del Consiglio, essendo giunto al termine il mandato del precedente.

### Membri
Questa è la composizione del Consiglio dei cardinali a seguito del rinnovamento del mandato del 7 marzo 2023.

#### Cardinali
- Cardinale Pietro Parolin, segretario di Stato della Santa Sede, dal 23 aprile 2014
- Cardinale Fridolin Ambongo Besungu, O.F.M.Cap., arcivescovo metropolita di Kinshasa, dal 15 ottobre 2020
- Cardinale Juan José Omella, arcivescovo metropolita di Barcellona, dal 7 marzo 2023
- Cardinale Gérald Cyprien Lacroix, arcivescovo metropolita di Québec, dal 7 marzo 2023
- Cardinale Jean-Claude Hollerich, S.I., arcivescovo di Lussemburgo, dal 7 marzo 2023
- Cardinale Sérgio da Rocha, arcivescovo metropolita di San Salvador de Bahia, dal 7 marzo 2023

#### Vescovi
- Vescovo Marco Mellino, vescovo titolare di Cresima, segretario del Consiglio, dal 15 ottobre 2020

### Ex-membri

#### Cardinali
- Cardinale Francisco Javier Errázuriz Ossa, P. di Schönstatt, arcivescovo emerito di Santiago del Cile (13 aprile 2013 - 14 novembre 2018)
- Cardinale Laurent Monsengwo Pasinya, arcivescovo metropolita di Kinshasa (13 aprile 2013 - 12 dicembre 2018)
- Cardinale George Pell, prefetto della Segreteria per l'economia (13 aprile 2013 - 12 dicembre 2018)
- Cardinale Óscar Rodríguez Maradiaga, S.D.B., arcivescovo metropolita di Tegucigalpa e coordinatore del Consiglio (13 aprile 2013 - 7 marzo 2023)
- Cardinale Giuseppe Bertello, presidente del Governatorato dello Stato della Città del Vaticano e della Pontificia commissione per lo Stato della Città del Vaticano (13 aprile 2013 - 7 marzo 2023)
- Cardinale Reinhard Marx, arcivescovo metropolita di Monaco e Frisinga (13 aprile 2013 - 7 marzo 2023)
- Cardinale Sean Patrick O'Malley, O.F.M.Cap., arcivescovo metropolita di Boston, presidente della Pontificia commissione per la tutela dei minori (13 aprile 2013 - 29 giugno 2024)
- Cardinale Oswald Gracias, arcivescovo metropolita di Bombay (13 aprile 2013 - 24 dicembre 2024)
- Cardinale Fernando Vérgez Alzaga, L.C., presidente del Governatorato dello Stato della Città del Vaticano e della Pontificia commissione per lo Stato della Città del Vaticano (7 marzo 2023 - 1º marzo 2025)

#### Vescovi
- Vescovo Marcello Semeraro, segretario del Consiglio, vescovo di Albano (13 aprile 2013 - 15 ottobre 2020)

## Cronotassi

### Coordinatori
- Cardinale Óscar Rodríguez Maradiaga, S.D.B. (28 settembre 2013 - 7 marzo 2023)

### Segretari
- Vescovo Marcello Semeraro (28 settembre 2013 - 15 ottobre 2020 nominato prefetto della Congregazione delle cause dei santi)
- Vescovo Marco Mellino, dal 15 ottobre 2020

### Segretari aggiunti
- Vescovo Marco Mellino (27 ottobre 2018 - 15 ottobre 2020 nominato segretario del medesimo consiglio)